# Altensteinia
Altensteinia é um género botânico pertencente à família das orquídeas (Orchidaceae), subfamília Orchidoideae, tribo Cranichideae.  As orquídeas deste gênero se distribuem pela Cordilheira dos Andes na América do Sul, também pelo Brasil e Argentina.

## Espécies
1. Altensteinia boliviensis Rolfe ex Rusby, Mem. Torrey Bot. Club 4: 265 (1895).
2. Altensteinia citrina Garay, Opera Bot., B 9(225; 1): 155 (1978).
3. Altensteinia elliptica C.Schweinf., Bot. Mus. Leafl. 15: 3 (1951).
4. Altensteinia fimbriata Kunth in F.W.H.von Humboldt, A.J.A.Bonpland & C.S.Kunth, Nov. Gen. Sp. 1: 333 (1816).
5. Altensteinia longispicata C.Schweinf., Bot. Mus. Leafl. 9: 223 (1941).
6. Altensteinia marginata Rchb.f., Xenia Orchid. 3: 20 (1878).
7. Altensteinia virescens Lindl., Ann. Mag. Nat. Hist. 15: 385 (1845).